# Cyclosa minora
Cyclosa minora là một loài nhện trong họ Araneidae.
Loài này thuộc chi Cyclosa. Cyclosa minora được Chang-Min Yin, Zhu & Jia-Fu Wang miêu tả năm 1995.